# 刘春 (1912年)

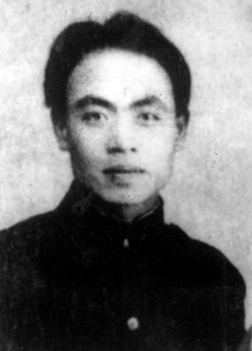

刘春（1912年11月—2002年3月11日），原名刘伯文，笔名柳丹、李林、荒者、刘火，江西吉水县人。1930年代中国左翼文学运动成员，中国共产党及中华人民共和国高级官员。

## 生平
刘春在一二·九运动时期在北平参加革命。1936年2月，他加入中国左翼作家联盟北方部，不久加入北平中国左翼文化总同盟。1936年3月，加入中国共产党。1936年4月，和其他左联成员在北平成立《忘川》文艺社和《榴火文艺》社。该时期，他参加左翼文学运动，学习马克思主义文艺理论，从事抗日活动，赞成“国防文学”口号。曾使用李华、柳丹等名字做掩护。1937年初，因身份暴露，中共北方局和北平市委安排他去延安，在西安同中共中央交通局秘密交通姚昕接上头后，商量化名时，建议刘姓不改，万一碰到熟人不易出错，名字可取“城春草木深”中的“春”字，于是刘伯文改名刘春，并一直沿用下来。
抗日战争时期，他历任中共中央组织部干事，中共中央西北工作委员会民族问题研究室负责人，中共中央宣传部编审委员，抗大、陕公、中央党校教员，回民文化促进会和蒙古文化促进会常务理事，中共中央西北局民族工作委员会委员、研究室主任，中央调查研究局第四分局（延安）民族研究室主任，延安民族学院教授、研究部部长、副院长、院长，延安大学校务委员，东方各民族反法西斯大同盟发起人、主席团成员、执委。
第二次国共内战时期，他历任内蒙古自治运动联合会常委、秘书长，内蒙古自治政府委员、民族委员会委员长，内蒙古军政干部学校政委，中共内蒙古工委组织部部长、副书记。
中华人民共和国成立后，他历任中国人民政治协商会议第一届全体会议内蒙古自治区代表、中央人民政府民族事务委员会委员，中共内蒙古分局委员、副书记、东部（东蒙）区党委书记，中央民族学院副院长（主持工作），燕京大学兼职教授，少数民族语文研究指导委员会委员，中华人民共和国民族事务委员会副主任（1961年以后主持工作）兼中共中央统战部副部长，中央政法小组成员，国务院科学规划委员会少数民族研究组副组长，中国科学院民族研究所所长、学术委员，少数民族历史研究指导委员会主任，中央民族学院院长。
文化大革命期间，刘春受到迫害，被长期监护审查。文化大革命结束后，他被分配到中国科学院，任常务副秘书长、党组成员、直属党委第一书记、纪委书记、院顾问等职务，1991年离休。
他是中共八大代表，第一、二、三届全国人大代表，第五届全国人大常委会法制委员会委员。
2002年3月11日，刘春在北京病逝，享年90岁。

## 著作
- 刘春，现阶段中国文学必然之倾向，忘川第1期，1936年4月15日[1]
- 刘春，过澄江桥就是桥头，大学文艺第1卷第1号，1936年5月1日[1]
- 刘春，女儿梦，大学文艺第1卷第2号，1936年6月1日[1]
- 刘春，古城一夜，联合文学第2期，1937年1月[1]